# Phaius takeoi
Phaius takeoi là một loài thực vật có hoa trong họ Lan. Loài này được (Hayata) H.J.Su miêu tả khoa học đầu tiên năm 1989.